# Taça de Portugal de Futebol Feminino 2016–17
A Taça de Portugal de Futebol Feminino 2016-17 (conhecida por Taça de Portugal Feminina Allianz 2016-17 por motivos de patrocínio) é a 14ª edição da Taça de Portugal. É disputada por 59 equipas do Campeonato Nacional Feminino e do Campeonato Nacional II Divisão Feminino.
O Clube Futebol Benfica, detentor anterior do troféu, foi eliminado nos oitavos-de-final após derrota com o Sporting Clube de Portugal por 4-2 na Academia de Alcochete.
A final foi disputada a 04 de Junho de 2017, no Estádio Nacional, entre o Sporting Clube de Portugal e o Sporting Clube de Braga. O Sporting CP venceu a partida por 2-1, após prolongamento, conquistando a sua primeira Taça de Portugal de Futebol Feminino da sua história.
Como o Sporting CP também conquistou o Campeonato Nacional, o Sporting Clube de Braga também irá disputar a Supertaça de Portugal de Futebol Feminino de 2017, que irá ser jogada a 03 de Setembro de 2017.

## Formato
Semelhante ao que aconteceu na edição de 2015–16 da Taça de Portugal de Futebol Masculino, foram introduzidas algumas alterações no formato da prova, tendo sido introduzida a repescagem (por sorteio) de equipas derrotadas e a obrigatoriedade de os clubes do 1º escalão terem de disputar a primeira eliminatória em que participam na condição de visitantes caso encontrem equipas da divisão inferior.
A competição foi disputada em 6 eliminatórias sucessivas até à final. 44 dos 45 clubes participantes do Campeonato Nacional II Divisão Feminino participam na 1ª Eliminatória. Na 2ª eliminatória, os vencedores da eliminatória anterior juntam-se a 13 clubes repescados da 1ª eliminatória e ao União Desportiva Sousense. Na 3ª eliminatória, os participantes do Campeonato Nacional Feminino juntam-se aos apurados da 2ª eliminatória.
As meias-finais são disputadas a duas mãos, ao contrário das restantes eliminatórias disputadas num único jogo (com recurso a prolongamento e desempate por grandes penalidades se necessário). 
A final é disputada no Estádio Nacional do Jamor, em Oeiras.
| Eliminatória     | Equipas em Prova | Participantes Eliminatória | Vencedores Eli. Anterior | Entradas na Competição | Liga                |
| ---------------- | ---------------- | -------------------------- | ------------------------ | ---------------------- | ------------------- |
| 1ª Eliminatória  | 58               | 44                         | -                        | 44                     | II Divisão          |
| 2ª Eliminatória  | 50               | 36*                        | 22*                      | 1                      | II Divisão          |
| 3ª Eliminatória  | 32               | 32                         | 18                       | 14                     | Campeonato Nacional |
| Oitavos-de-Final | 16               | 16                         | 16                       | -                      | -                   |
| Quartos-de-Final | 8                | 8                          | 8                        | -                      | -                   |
| Meias-Finais     | 4                | 4                          | 4                        | -                      | -                   |
| Final            | 2                | 2                          | 2                        | -                      | -                   |

*Nota: 13 equipas eliminadas na 1ª eliminatória da Taça de Portugal foram repescadas para a 2ª eliminatória, juntando-se aos 22 vencedores e ao UD Sousense.

## Resultados

### 3ª Eliminatória
Um total de 32 equipas participaram nesta eliminatória, que incluiu os 18 vencedores da eliminatória anterior e as 14 equipas que competem no Campeonato Nacional de Futebol Feminino 2016/2017 (Liga Allianz). Os jogos foram disputados entre 17 e 18 de Dezembro de 2016.
| Liga Allianz | CNPF    | Total   |
| ------------ | ------- | ------- |
| 14 / 14      | 18 / 45 | 32 / 59 |

| Data           | Visitado               | Div | Resultado      | Div | Visitante            |
| -------------- | ---------------------- | --- | -------------- | --- | -------------------- |
| 17 de dezembro | AD Poiares             | II  | 0–23           | I   | CF Benfica           |
| 18 de dezembro | AD Bobadelense         | II  | 1–5            | I   | Valadares Gaia       |
| 18 de dezembro | UR Cadima              | II  | 1–0            | II  | Guia FC              |
| 18 de dezembro | Esc. Fut. Fem. Setúbal | II  | 3–1            | II  | MD Eirolense         |
| 18 de dezembro | Clube Albergaria Mazel | I   | 1–1 (1–3 a.p.) | I   | Estoril Praia        |
| 18 de dezembro | Ribeirão 1968 FC       | II  | 0–1            | I   | Viseu 2001           |
| 18 de dezembro | CSB Amorim             | II  | 1–2            | I   | União Ferreirense    |
| 18 de dezembro | Murtoense              | II  | 0–10           | I   | Sporting CP          |
| 18 de dezembro | Vila FC                | II  | 1–2            | I   | CF Belenenses        |
| 18 de dezembro | Vilaverdense FC        | I   | 1–2            | I   | Boavista FC          |
| 18 de dezembro | Freamunde              | II  | 1–2            | II  | Sandinenses          |
| 18 de dezembro | Atlético Ouriense      | I   | 8–2            | I   | CAC Pontinha         |
| 18 de dezembro | AR Meirinhas           | II  | 0–8            | I   | SC Braga             |
| 18 de dezembro | A-dos-Francos          | I   | 4–0            | II  | Paio Pires FC        |
| 18 de dezembro | Casa Povo Martim       | II  | 4–2            | II  | Ovarense             |
| 18 de dezembro | UD Sousense            | II  | 1–2            | II  | EF Hernâni Gonçalves |

### Oitavos-de-Final
Participam nesta eliminatória as 16 equipas apuradas da eliminatória anterior. Os jogos foram todos disputados a 22 de janeiro de 2017.
| Liga Allianz | CNPF   | Total   |
| ------------ | ------ | ------- |
| 11 / 14      | 5 / 45 | 16 / 59 |

| Data          | Visitado               | Div | Resultado      | Div | Visitante            |
| ------------- | ---------------------- | --- | -------------- | --- | -------------------- |
| 22 de janeiro | CF Belenenses          | I   | 1–2            | I   | Atlético Ouriense    |
| 22 de janeiro | União Ferreirense      | I   | 3–3 (3-5 g.p.) | I   | Viseu 2001           |
| 22 de janeiro | Esc. Fut. Fem. Setúbal | II  | 1–6            | I   | Estoril Praia        |
| 22 de janeiro | UR Cadima              | II  | 6–0            | II  | EF Hernâni Gonçalves |
| 22 de janeiro | Sporting CP            | I   | 4–2            | I   | CF Benfica           |
| 22 de janeiro | Casa Povo Martim       | II  | 3–0            | II  | Sandinenses          |
| 22 de janeiro | Boavista FC            | I   | 1–4            | I   | SC Braga             |
| 22 de janeiro | A-dos-Francos          | I   | 1–3            | I   | Valadares Gaia       |

### Quartos-de-Final
Participam nesta eliminatória as 16 equipas apuradas da eliminatória anterior. Os jogos foram todos disputados a 19 de março de 2017.
| Liga Allianz | CNPF   | Total  |
| ------------ | ------ | ------ |
| 6 / 14       | 2 / 45 | 8 / 59 |

| Data        | Visitado    | Div | Resultado | Div | Visitante         |
| ----------- | ----------- | --- | --------- | --- | ----------------- |
| 19 de março | UR Cadima   | II  | 1–4       | I   | Estoril Praia     |
| 19 de março | SC Braga    | I   | 3–1       | I   | Valadares Gaia    |
| 19 de março | Viseu 2001  | I   | 1–2       | II  | Casa Povo Martim  |
| 19 de março | Sporting CP | I   | 8–0       | I   | Atlético Ouriense |

### Meias-Finais
Participam nesta eliminatória as quatro equipas apuradas da eliminatória anterior. Os jogos foram disputados a duas mãos, sendo a 1ª mão disputada a 25 de abril de 2017 e a 2ª mão a 14 de maio de 2017.
| Liga Allianz | CNPF   | Total  |
| ------------ | ------ | ------ |
| 3 / 14       | 1 / 45 | 4 / 59 |

| Data        | Visitado         | Div | Resultado | Div | Visitante     |
| ----------- | ---------------- | --- | --------- | --- | ------------- |
| 25 de abril | Casa Povo Martim | II  | 0–8       | I   | SC Braga      |
| 25 de abril | Sporting CP      | I   | 2–0       | I   | Estoril Praia |

| Data       | Visitado      | Div | Resultado | Div | Visitante        |
| ---------- | ------------- | --- | --------- | --- | ---------------- |
| 4 de abril | SC Braga      | I   | 9–0       | II  | Casa Povo Martim |
| 5 de abril | Estoril Praia | I   | 0–2       | I   | Sporting CP      |

### Fase Final
|  | Meias Finais     | Meias Finais | Meias Finais | Meias Finais |   |          | Final | Final |
|  |                  |              |              |              |   |          |       |       |
|  | Casa Povo Martim | 0            | 0            | 0            |   |          |       |       |
|  | SC Braga         | 8            | 9            | 17           |   |          |       |       |
|  | SC Braga         | 8            | 9            | 17           |   | SC Braga | 1     |       |
|  |                  |              |              |              |   | SC Braga | 1     |       |
|  |                  | Sporting CP  | 2            |              |   |          |       |       |
|  | Sporting CP      | Sporting CP  | 2            | 2            | 2 | 4        |       |       |
|  | Sporting CP      |              |              | 2            | 2 | 4        |       |       |
|  | Estoril Praia    | 0            | 0            | 0            |   |          |       |       |

## Final da Taça
| 4 de junho de 2017 | Sporting Clube de Portugal        | 2 – 1 (a.p.) | Sporting Clube de Braga    | Estádio de Honra, Oeiras               |
| 17:15              | Diana Silva 57' · Ana Capeta 105' |              | Vanessa Marques 12' (g.p.) | Público: 12 213 Árbitro: Sandra Bastos |

| Sporting CP | SC Braga |

| SPORTING CP:   |    |                   |     |      |
|                |    |                   |     |      |
| GR             | 21 | Patrícia Morais   |     |      |
| LD             | 3  | Rita Fontemanha   |     |      |
| DC             | 15 | Catarina Lopes    |     |      |
| DC             | 27 | Matilde Figueiras |     |      |
| LE             | 5  | Joana Marchão     |     |      |
| ME             | 13 | Fátima Pinto      |     |      |
| MC             | 26 | Sara Granja       | 75' |      |
| MD             | 11 | Tatiana Pinto     |     |      |
| ED             | 9  | Ana Borges        | 79' |      |
| PL             | 19 | Diana Silva       |     | 115' |
| EE             | 20 | Solange Carvalhas |     | 71'  |
| Substituições: |    |                   |     |      |
| GR             | 1  | Inês Pereira      |     |      |
| DC             | 6  | Bruna Costa       |     |      |
| M              | 23 | Nadine Cordeiro   |     | 115' |
| M              | 28 | Amélia Pereira    |     |      |
| A              | 8  | Bárbara Marques   |     |      |
| A              | 29 | Constança Silva   |     |      |
| A              | 7  | Ana Capeta        |     | 71'  |
| Treinador:     |    |                   |     |      |
| Nuno Cristóvão |    |                   |     |      |

| SC BRAGA:      |    |                   |        |     |
|                |    |                   |        |     |
| GR             | 12 | Rute Costa        |        |     |
| LE             | 6  | Barrinha          |        |     |
| DC             | 4  | Sílvia Rebelo     |        |     |
| DC             | 17 | Andrea Mirón      | 82'    | 84' |
| LD             | 19 | Gessica           |        |     |
| M              | 21 | Pauleta           |        |     |
| M              | 28 | Mélissa Antunes   |        |     |
| A              | 9  | Andreia Norton    |        | 88' |
| A              | 66 | Cristiana Garcia  |        | 68' |
| A              | 10 | Jéssica Silva     |        |     |
| A              | 7  | Vanessa Marques   |        |     |
| Substituições: |    |                   |        |     |
| GR             | 1  | Ana Rita Oliveira |        |     |
| M              | 11 | Clau              |        |     |
| M              | 18 | Natalia Sánchez   |        | 68' |
| A              | 77 | Adriana Gomes     |        | 88' |
| A              | 33 | Ottilia           | 90'+4' | 84' |
| A              | 8  | Edite Fernandes   |        |     |
| A              | 23 | Sara Brasil       |        |     |
| Treinador:     |    |                   |        |     |
| João Marques   |    |                   |        |     |

|  | Regulamento - 90 minutos de tempo regulamentar. - 30 minutos de Prolongamento caso haja empate no tempo regulamentar. - Persistindo o empate, o vencedor será decidido em disputa de grandes penalidades. - Sete jogadores substitutos, mas apenas 3 podem ser usados. |

## Vencedor
| Taça de Portugal de Futebol Feminino |
| ------------------------------------ |
| Sporting CP 1.º Título               |